# IEEE 802.11be
IEEE 802.11be (possiblement anomenat Wi-Fi 7) per la Wi-Fi Alliance, és una modificació de l'estàndard 802.11 per WLAN desenvolupat pel grup de treball 11 del comitè d'estàndards LAN/MAN del IEEE (IEEE 802), que millora tots els àmbits de la comunicacióː velocitat de transmissió, eficiència espectral, amplada de banda, connectivitat, etc. Es preveu una velocitat de transmissió de 38,4 Gbit/s i treballa en les bandes ISM de 2,4 GHz, 5 GHz i 6 GHz. Encara no està ratificada.
Característiques destacades de la futura l'IEEE 802.11be: 
- Compatible endarrere amb els protocols 802.11a/b/g/n/ac/ax.
- Amplia l'àmbit d'aplicació a ambients exteriors.
- Augment de l'amplada de banda a 320 MHz.
- Velocitats i amplada de banda superiors a IEEE 802.11ax i mateixa modulació 1024-QAM.
- També realitza enllaços mitjançant tecnologia MU-MIMO i OFDMA.
- La nova banda de 6 GHz està en procés de definició. La banda de 5GHz GHz li aplica la norma ETSI EN 301 893 a la CE. La banda de 2,4 GHZ li aplica la norma ETSI EN 300 328 de la CE.

Logotip utilitzat per Wi-Fi Alliance per a Wi-Fi 7

## Característiques addicionals
A part de les característiques esmentades al PAR, hi ha característiques recentment introduïdes:
- 4096- QAM recentment introduït (4K-QAM),
- Contigües i no contigües 320/160+160 MHz i 240/160+80 ample de banda de MHz,
- Formats de fotogrames amb compatibilitat millorada cap endavant,
- Assignació de recursos millorada a OFDMA ,
- Sondeig de canal optimitzat que requereix menys temps d'aire,
- Sondeig de canal implícit,
- Esquema de perforació de preàmbuls més flexible,
- Suport d'enllaços directes, gestionats per un punt d'accés.